# Контакт (фільм, 1989)
«Контакт» («Əlaqə») — радянський художній фільм 1989 року, знятий режисером Кахангіром Зейналли на кіностудії «Азербайджанфільм».

## Сюжет
У пошуках житла студент знаходить оголошення про здачу квартири за цілком прийнятну плату — і одразу дає згоду жінці, яка нещодавно поховала сина, дотримуватися всіх її умов. Юнак в'їжджає до квартири й поступово стає свідком незрозумілих містичних явищ.

## У ролях
- Ільгар Гасанов — головна роль
- Рафік Алієв — головна роль
- Фікрет Мамедов — головна роль
- Атая Алієва — роль другого плану
- Рейхан Ахундова — роль другого плану
- Т. Бабаєва — роль другого плану
- Г. Сулейманов — роль другого плану

## Знімальна група
- Режисер — Кахангір Зейналли
- Сценарист — Анар Рзаєв
- Оператор — Кенан Мамедов
- Композитор — Франгіз Алі-заде
- Художник — Камран Зейналли